# ジョゼフ・シモンズ
ジョゼフ・ワード・シモンズ（Joseph Simmons、1964年11月14日 - ）は、アメリカ合衆国ニューヨーク州ニューヨーク市クイーンズ区出身のラッパー、DJ。Run（ラン）もしくはRev. Run（レブ・ラン）として知られ、Run-D.M.C.のメンバーである。
実兄は画家のダニエル・シモンズ・ジュニア（Daniel Simmons, Jr.）と音楽プロデューサーでデフ・ジャム・レコーディングスの設立者であるラッセル・シモンズ（Russell Simmons）。息子はラッパーのディギー・シモンズ（Diggy Simmons）。

## 来歴
1964年11月14日、ニューヨーク州ニューヨーク市クイーンズ区で誕生。
1982年に高校の友人であるダリル・マクダニエルズ（Darryl McDaniels）、ジェイソン・ミゼル（Jason Mizell）とヒップホップ・グループ、Run-D.M.C.を結成。2002年にジャム・マスター・ジェイ(ジェイソン)の射殺でグループは活動休止となる。
2005年にソロアルバム『Distortion'』をリリース。同年10月13日にMTVでリアリティ番組『Run's House』の放送を開始。シモンズ家の日常が撮影されたこの番組は2009年まで続いた。
2009年にRun-D.M.C.がロックの殿堂入りを果たした。

## ディスコグラフィ

### アルバム
- Distortion (2005年10月18日、Def Jam Recordings)